# NGC 778
NGC 778 je čočková galaxie v souhvězdí Trojúhelníku. Její zdánlivá jasnost je 13,2m a úhlová velikost 1,1′ × 0,5′. Je vzdálená 248 milionů světelných let, průměr má 80 000 světelných let. Galaxii objevil 5. listopadu 1866 Truman Henry Safford.